# Blang Delem
Blang Delem is een bestuurslaag in het regentschap Aceh Tengah van de provincie Atjeh, Indonesië. Blang Delem telt 422 inwoners (volkstelling 2010).